# Priorat Saint-Sauveur (Melun)

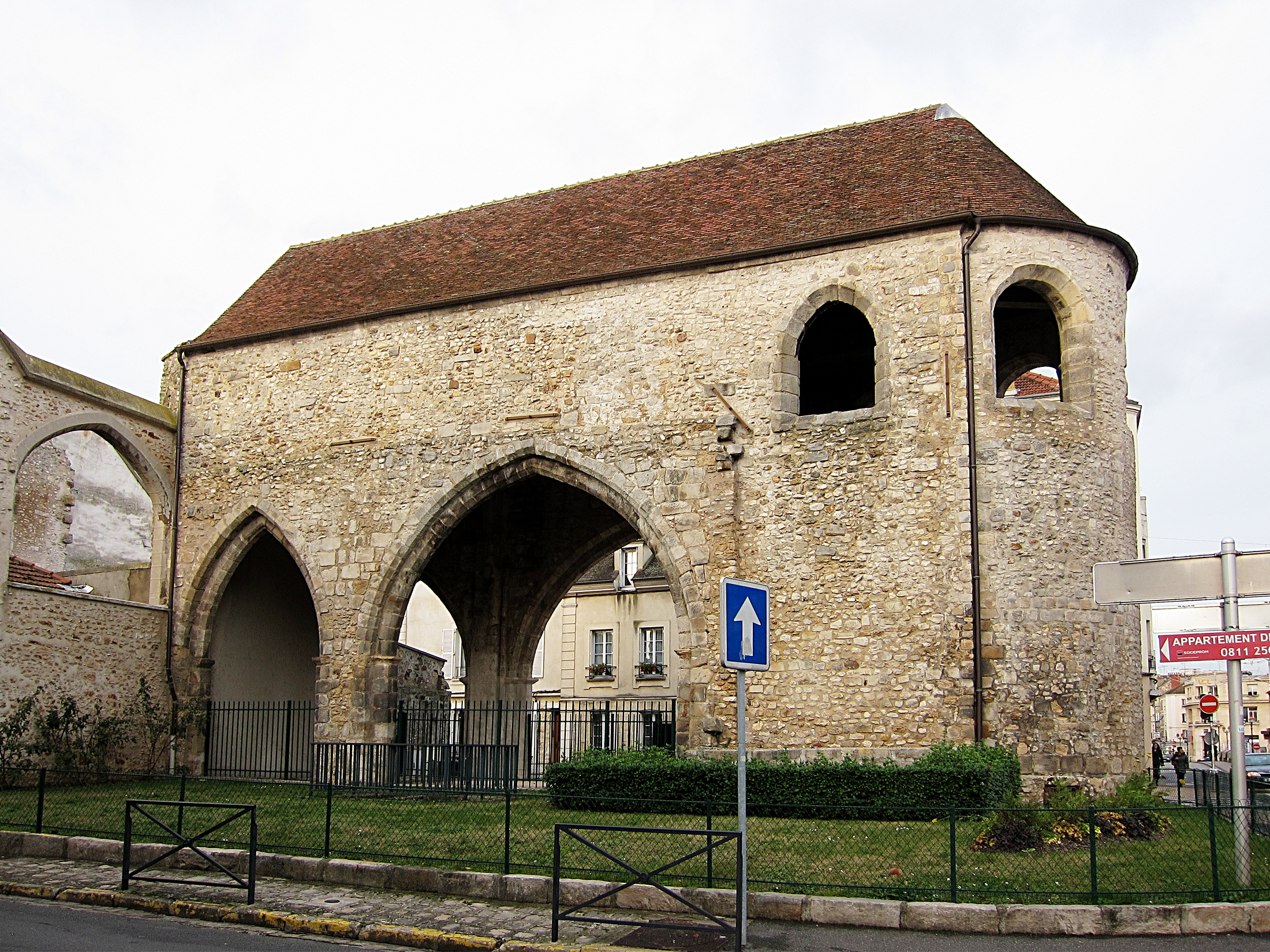
Priorat Saint-Sauveur

Das Priorat Saint-Sauveur in Melun, einer französischen Stadt und Sitz der Präfektur des Départements Seine-et-Marne, wurde im 11. Jahrhundert errichtet. Das ehemalige Priorat in der Rue de Saint-Étienne ist seit 1946 als Monument historique klassifiziert.

## Geschichte
Das Priorat wurde unter Robert II. gegründet. Im Jahr 1170 wurde es von Ludwig VII. der Abtei Saint-Séverin in Château-Landon geschenkt. Schließlich kam 1690 das Priorat Saint-Sauveur in den Besitz der Collégiale Notre-Dame in Melun. Die Stiftsherren gaben das Priorat Ende des 17. Jahrhunderts auf und nutzten die Gebäude als Salzlager. Nach der Revolution wurden die Gebäude unter verschiedenen Besitzern geteilt und als Werkstätten und Wohnungen genutzt. Im Jahr 1974 kaufte die Stadt Melun die Reste des ehemaligen Priorats und ließ die Kirchenruine und die Krypta unter dem Chor restaurieren.